# Stazione di Cotignola
La stazione di Cotignola è una fermata ferroviaria lungo la linea Faenza-Lavezzola a servizio del comune di Cotignola, in provincia di Ravenna.

## Storia
Agli inizi degli anni novanta, l'unico binario di incrocio fu rimosso. Successivamente la stazione è stata declassata a fermata.

## Strutture e impianti
La fermata è impresenziata, con circolazione dei treni regolata dal Dirigente Centrale Operativo con sede a Bologna Centrale.

### Fabbricati
Il fabbricato viaggiatori è una struttura a due piani interamente in muratura. Il piano terra, oltre alla sala d'attesa e ad alcune apparecchiature tecniche, attualmente ospita un centro sociale giovanile. Il primo piano è esclusivamente adibito ad abitazione privata.
Accanto al fabbricato viaggiatori sorge un edificio ad un solo piano, in mattone, che ospita i servizi igienici.
La stazione disponeva anche di uno scalo merci con annesso magazzino, che svolse la sua funzione fino ai primi anni '90.
Dopo anni di abbandono, grazie ad un progetto di riqualificazione sostenuto da Comune e RFI, nel 2006 fu inaugurato il Teatro Binario, ricavato dalla ristrutturazione del magazzino, di alcuni carri merci in disuso e degli spazi circostanti.

### Piazzale binari
È presente un solo binario passante, non elettrificato.
In passato, oltre al binario d'incrocio, era presente anche un binario tronco ad uso dello scalo merci. Inoltre, alla stazione erano collegate tramite raccordo un magazzino ortofrutticolo in direzione Granarolo e una cantina sociale in direzione Lugo.

## Movimento
La stazione è servita da treni regionali svolti da Trenitalia Tper nell'ambito del contratto di servizio stipulato con la regione Emilia-Romagna.
Le corse ferroviarie sono integrate con alcuni autoservizi sostitutivi che fermano nel piazzale antistante la stazione.
A novembre 2019, la stazione risultava frequentata da un traffico giornaliero medio di circa 35 persone (24 saliti + 11 discesi).

## Servizi
La stazione è classificata da RFI nella categoria bronze.
La stazione, della quale la manutenzione degli spazi aperti al pubblico è affidata al comune, dispone di:
- Sala di attesa
- Fermata autoservizi sostitutivi